# Milan Sobotík
Milan Sobotík (21. března 1940 Zlín – únor 2023) byl český spisovatel, redaktor, knihovník a překladatel.

## Životopis
Po absolvování základní a střední školy vystudoval obor knihovnictví a vědecké informace na Filozofické fakultě univerzity Karlovy. Nejdříve pracoval jako knihovník v okrese Opava, poté ve Výzkumném a vývojovém ústavu Opava. Odtud přešel do střediska VTEI , které bylo v Domě techniky Ostrava. PhDr. Sobotík získal Státní zkoušku ze španělštiny a využíval toho jako soudní překladatel. Byl i redaktorem, uveřejnil několik reportáží ze Španělska a psal rozhlasové hry pro mládež. Později se stal odborným asistentem na Filozofické fakultě Slezské univerzity v Opavě. V roce 1961 se oženil s Eliškou Vaňkovou (* 1942), měli spolu syna Romana (* 1963). Mezi své zájmy uváděl filatelii. Bydlel v Opavě.
K psaní sci-fi příběhů jej přivedlo osobní setkání s Ludvíkem Součkem. Byl členem sci-fi klubu SFK Ostrava a jedním z prvních členů novějšího SFK Hepterida Opava. Zúčastnil se řady Parconů. Je autorem řady sci-fi povídek, které byly publikovány od roku 1978 v různých antologiích a časopisech. Mimo to je autorem jednoho sci-fi románu.

## Literární dílo

### Publikované povídky
- Hra (1978)
- Informační zákon (1979)
- Tabatěrka (1979)
- Kosmický suvenýr (1980)
- Nejobyčejnější pan Novák 1980)
- Cena fantasie (1981)
- Svět divokých husí (1982)
- Paralela (1983)
- Alfa Carrassios Multicolor Dentoni (1983)
- Obdivuhodná symbióza, vyšlo v antologii Pramlok: Cena Karla Čapka za rok 1983
- Labutí píseň (1984)
- Nevíš?, vyšlo v antologii Návrat na planetu Zemi (1985)
- Zazvonění na nezmara (1986)
- Dopis přes tisíciletí, vyšlo v antologii Argonauti z jiného světa (1991)
- Ogigva Vysokých (1993)
- Trojský kůň, vyšlo v antologii Vesmírní diplomaté (1990)

### Knihy
- Varování zmizelých (1988), sci-fi román, příběh šesti vědců, kteří jsou zajati mimozemskou inteligencí a uvězněni na podmořské stanici.
- Nevíš? (2012), sbírka povídek, obsahuje Informační zákon, Cena fantazie, Nejobyčejnější pan Novák, Dopis přes tisíciletí, Hra, Zazvonění na nezmara, Trojský kůň, Alfa Carassius Multicolor Dentoni, Svět divokých husí, Ogigva Vysokých a Nevíš?.